# Lerin Duarte
Lerin Duarte (Rotterdam, 11 agosto 1990) è un calciatore olandese, centrocampista svincolato.

## Carriera

### Club

#### Giovanili ed esordio con lo Sparta e poi Heracles
Inizia la sua carriera da calciatore nel 2006, quando viene acquistato dallo Sparta Rotterdam dove in tre stagioni compie tutta la trafila delle giovanili della squadra di Rotterdam fino al giorno del suo esordio in prima squadra: debutta il 1º agosto in occasione del match di campionato con il Twente, conclusosi con il risultato di 3 a 0 in favore della squadra di Enschede. Realizza la sua prima rete in carriera, da calciatore professionista, il 22 settembre durante la partita, vinta grazie al suo gol, di campionato con il Volendam. Il 16 maggio 2010, in occasione del match con l'Excelsior, rimedia la sua prima ammonizione in carriera. In due stagioni trascorse con il club di Rotterdam colleziona 42 partite e 6 gol segnati.
Durante la sessione estiva del calciomercato 2011, viene acquistato dall'Heracles Almelo dove debutta ufficialmente con la sua nuova squadra il 6 agosto, durante il match di campionato con il Waalwijk. Realizza la sua prima rete con il club bianconero il 15 ottobre durante la partita di campionato con il Groningen, giocata al Polman Stadion di Almelo. Durante la partita di campionato con l'Excelsior del 28 gennaio 2012, ottiene la sua prima espulsione in carriera dopo aver ricevuto una doppia ammonizione.

### Nazionale
Tra il 2010 e il 2011 prende parte ad un'amichevole con l'Under-20, prima di essere convocato dal c.t. dell'Under-21, sempre nel 2011, per prendere parte alle qualificazioni per gli Europei del 2013.

## Palmarès

### Club

#### Competizioni nazionali
- Campionato olandese: 1

Ajax: 2013-2014
- Supercoppa dei Paesi Bassi: 1

Ajax: 2013